# Landulf de Conza
Landulf de Conza (d. după 979) a fost un nobil longobard din sudul Italiei, ocupând pentru scurtă vreme Principatul de Benevento în 940 și la fel de efemer Principatul de Salerno în 973.
Fiu al principelui Atenulf al II-lea of Benevento, Landulf a trecut la guvernarea principatului de Benevento la moartea tatălui său din 940, fiind co-principe alături de unchiul său, Landulf I, care imediat după aceea l-a trimis în exil. Inițial, Landulf s-a refugiat la curtea ducelui Marin al II-lea de Neapole, de unde a găsit adăpost la Salerno, cu ajutorul surorii sale, Gaitelgrima, care devenise cea de a doua soție a principelui Guaimar al II-lea de Salerno. Aici, Landulf a primit titlul de gastald de Conza, în vreme ce fiii săi (Landenulf, Landulf, Indulf și Guaimar) au primit diferite posesiuni în regiunea Salerno. Chronicon Salernitanum, care constituie cea mai importantă sursă pentru viața lui Landulf, nominalizează regiunile Marsi, Sarno și Lauro ca fiind preluate de Guaimar, Indulf și respectiv Landenulf, fără să numească posesiunea primită de Landulf.
Cu sprijinul aliaților săi, Marin al II-lea de Neapole și Manso I (duce de Amalfi, Landulf și fiii săi rămași în viață (Landenulf a murit în 971), a preluat în anul 974 puterea în Salerno după alungarea principelui de atunci, fiu al lui Guaimar al II-lea cu prima sa soție, Gisulf I, care și-a găsit refugiu la curtea lui Pandulf I Cap de Fier, fiu al lui Landulf I conducător în Principatul de Benevento. Cu ajutorul lui Pandulf, Gisulf a fost reinstalat ca principe de Salerno la sfârșitul acelui an. În ciuda perioadei scurte în care a guvernat Salerno, Landulf pare să fi reușit să bată monedă în acest principat, un denarius . Dacă această atribuire a denarius către Landulf este corectă, atunci el ar fi fost primul conducător din Salerno care să fi emis o monedă proprie de după Guaimar I.